# 뉘른베르크 전당대회

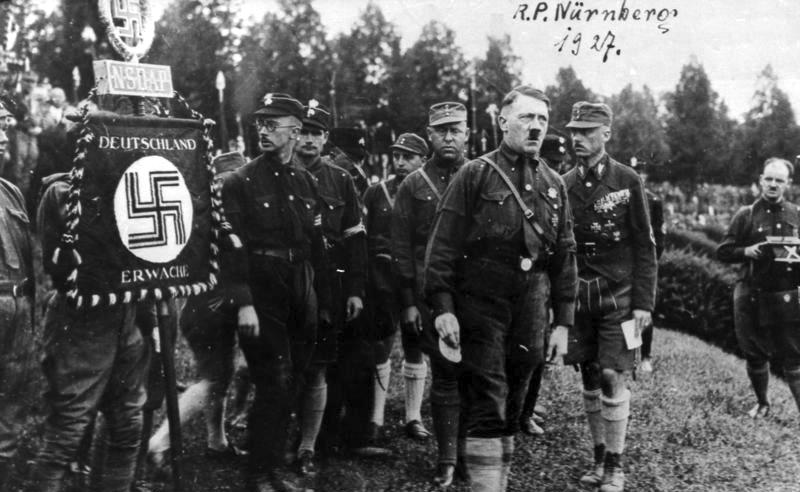
뉘른베르크 전장대회

종전 후 폭파되는 뉘른베르크 전당대회장

뉘른베르크 전당대회(독일어: Reichsparteitag)는 나치 독일의 가장 큰 행사였다. 1923년에 뮌헨에서 제1차 전당대회가 열렸으며 1926년에는 바이마르에서 제2차 전당대회가 열렸다. 1927년부터 1938년까지 매년 뉘른베르크에서 전당대회가 열렸다.
1934년 아돌프 히틀러가 완전히 정권을 잡으면서 나치당의 지지율도 크게 올라간다. 이에 히틀러는 바이에른 주의 1934년부터 1938년까지 매년 뉘른베르크 전당에서 나치당원들과 지지파 외에 다수 사람을 모아놓고 나치에 대한 선전을 홍보하는 연설을 했다. 나치당의 지지율이 크게 올라간 것도 이 때부터이며 이로 인해 나치는 독일 전역을 나치로 물들게 하는 데 성공할 수 있었다.
1945년 베를린 공방전 때 소련군에 의해 함락되고 히틀러가 죽으면서 뉘른베르크 전당대회도 막을 내린다. 그 후 소련은 이곳에서 대독 승전일 축제를 열기도 했다.

## 같이 보기
- 선전
- 뉘른베르크법